# Jubileo (Entre Ríos)
Jubileo é uma junta de governo da província de Entre Ríos, na Argentina.